# Stanisław Meglewski
Stanisław Meglewski herbu Rawicz (zm. przed 30 września 1601 roku) – podsędek ziemski lubelski w latach 1577-1601.
Poseł na sejm koronacyjny 1587/1588 roku z województwa lubelskiego.